# ファンタジア (中原麻衣のアルバム)
『ファンタジア』は、中原麻衣の2枚目のミニアルバム。2006年9月27日にLantisから発売された。

## 収録曲
1. 瞬間ファンタジア
作詞・作曲：rino、編曲：大久保薫
2. GIRLY*GLORY
作詞・作曲：rino、編曲：大久保薫
3. ラストボーイフレンド
作詞・作曲：ゆうまお、編曲：大久保薫
4. 記憶レコード
作詞：中原麻衣、作曲：ゆうまお、編曲：菊谷知樹